# The World Is Yours
The World Is Yours – drugi studyjny album rapera Scarface’a. Album nie był tak entuzjastycznie przyjęty jak debiutancki Mr. Scarface Is Back, ale sprzedawał się dobrze, wdrapując się na 7 miejsce listy Billboard 200 i osiągnął pierwsze miejsce na liście Top R&B/Hip Hop Albums. Singiel "Let Me Roll" stał się hitem Billboard Hot 100 w 1993 roku.
Album zyskał status złotej płyty przez RIAA 20 października 1993.

## Lista utworów
Opracowano na podstawie źródła
1. Intro
2. Lettin 'Em Know
3. Comin' Agg
4. The Wall
5. Let Me Roll (gość. Lil’ Jay)
6. You Don't Hear Me Doe (gość. DMG)
7. One Time
8. Dyin Wit'Cha Boots On
9. I Need a Favor
10. Still That Nigga
11. Strictly for the Funk Lovers
12. Now I Feel Ya
13. Funky Lil' Nigga (gość. 2Low)
14. Mr. Scarface: Part III the Final Chapter
15. He’s Dead
16. I’m Black
17. Outro

## Single
1. "Let Me Roll"
2. "Now I Feel Ya""